# 陆抑非
陆抑非（1908年3月31日—1997年6月24日），名翀，字一飞，后改抑非，以字行，花甲后自号非翁，古稀之年沉疴获痊，又号甦叟，中国画家。

## 生平
1908年出生于江苏常熟，曾任教于上海美术专科学校，后任浙江美术学院（现中国美术学院）教授。